# 马光惠
马光惠（?—?），马楚武穆王马殷嫡长子马希振之子。
恭孝王马希萼投降南唐，留马光赞守朗州。王逵推举马光惠知州事、权武平节度使，王逵和朗州牙内都指挥使何敬真、诸军指挥使张倣參決軍府事。马希萼對南唐皇帝李璟具奏，李璟遣使詔諭，王逵納賞而不答詔書，南唐也沒有詰問。馬光惠性情懦弱，嗜酒誤事，不能服眾，不久被廢，送往南唐金陵。